# Ivan Zabunov
Ivan Zabunov (n. 28 iunie 1948, Tvărdița, Raionul Taraclia, Găgăuzia, RSS Moldovenească – d. 7 februarie 2020) a fost un politician moldovean de origine bulgară, deputat în Parlamentul Republicii Moldova, conferențiar. A fost președinte al Societății culturale "Възраждане" (fondator în anul 1989).

## Opera
- "Обновената Твардица",
- "Българите в Южна Русия и националното българско Възраждане (50-70-те год. на XIX в.)"
- "Българо-руските обществено-политически връзки през 50-70-те год. на XIX в."